# Zaouiat Sidi Abdelkader
Zaouiat Sidi Abdelka (franska: Zaouiat Sidi Abdelka (CR), Zaouiat Sidi Abdelka (Commune Rurale), arabiska: زاوية سيدي عبد القادر) är en kommun i Marocko.   Den ligger i provinsen Al Hoceïma och regionen Tanger-Tétouan-Al Hoceïma, i den nordöstra delen av landet, 270 km öster om huvudstaden Rabat. Antalet invånare är 5 974.